# Oaxacagale
Oaxacagale — вимерлий рід ласок із роду Mustelidae, який мешкав в еоцені в Північній Америці. Вважається, що він був схожий на збережену Mustela frenata.

## Скам'янілості
Череп Oaxacagale був знайдений у Мексиці у формації Yolomécatl, його вік оцінюється в 40,3 мільйона років. Його було знайдено там же, де й Douglassciurus oaxacaensi та Protozetamys mixtecus.